# Erigone paradisicola
Erigone paradisicola är en spindelart som beskrevs av Crosby och Bishop 1928. Erigone paradisicola ingår i släktet Erigone och familjen täckvävarspindlar. Inga underarter finns listade i Catalogue of Life.